# Parahucho perryi
Parahucho perryi (syn. Hucho perryi) ist eine Fischart aus ostasiatischen Lebensräumen. Bekannt ist er aus Gebieten der Region Primorje und rund um Chabarowsk in Ostrussland, der Sachalin-Insel, der Kurilen und den japanischen Hokkaido.
Die Populationen der Fischart nehmen seit mindestens einem Jahrhundert ab. Die Weltnaturschutzunion IUCN stuft die Art als vom Aussterben bedroht ein.

## Lebensweise
Der Salmonide bewohnt Flüsse und Seen innerhalb seines Verbreitungsgebiets, welche der Forellen- und Äschenregion zugeordnet werden können. Historisch ist die Art in meeresnahen Gebieten des östlichen Russlands, namentlich der Regionen  Chabarowsk und Primorje, und von Japan, hier der nördliche Teil von Honshū und Hokkaido nachgewiesen. Auch Inseln: Sachalin und die Kurilen, gehören zum Lebensraum des Fisches. Auf Honshū ist er ausgestorben. Geographisch sind die Populationen zwischen 43° N und 53° N (nördliche Breite) sowie 135° W und 145° W (westliche Länge) angesiedelt. Die Fische können ein Leben lang im Süßwasser verbleiben, es gibt auch wandernde Populationen – das Laichgeschäft findet im Süßwasser statt, die Fress- und Wachsphase im Meer (anadrome Lebensweise). Eine solche wandernde Population ist von der östlichen Hokkaido-Küste bekannt, in den Sommermonaten verbleiben die Individuen in Flussmündungen; ab Mitte September bis in den späten Oktober hinein ziehen sie wieder die Flüsse hin zum Überwintern.
Das längste bekannte Individuum hatte eine Standardlänge von 200 cm, das schwerste ein Gewicht von 24 kg. Bei Untersuchungen in den Nuller Jahren hatte das älteste Exemplar ein Alter von 16 Jahren. Die Durchschnittslänge ist 50 cm. Jungtiere in ihrem 1. und 2. Lebensjahr ernähren sich hauptsächlich von aquatischen Insekten, Individuen die länger als 30 cm sind zeigen eine fast ausschließliche piscivore Ernährungsweise, auch Krebstiere werden genommen. Möglicherweise erreichen die Fische ein Alter von 40 Jahren.
Die Art wächst langsam und erreicht spät die Geschlechtsreife im Vergleich zu anderen Salmoniden, konkret im Alter von 6-8 Jahren. Geschlechtsreife Tiere können in ihrem Leben mehrfach laichen (Iteroparität). Die Laichzeit ist grundsätzlich im Frühjahr und Frühsommer; entlang der japanischen Küste ist das im Mai und Juni, im späten Juni auf Sachalin und Mitte März bis späten April im östlichen und nördlichen Hokkaido. Die Weibchen legen ihre Eier, 2.000–10.000 an der Zahl, in Nestern ab, welche die Fische in sandige oder kiesige Böden am talseitigen Ende von Kolken bauen, ab. Die höchste Fruchtbarkeit erreichen die Tiere im Alter von 15 Jahren.

## Bedrohungsstatus

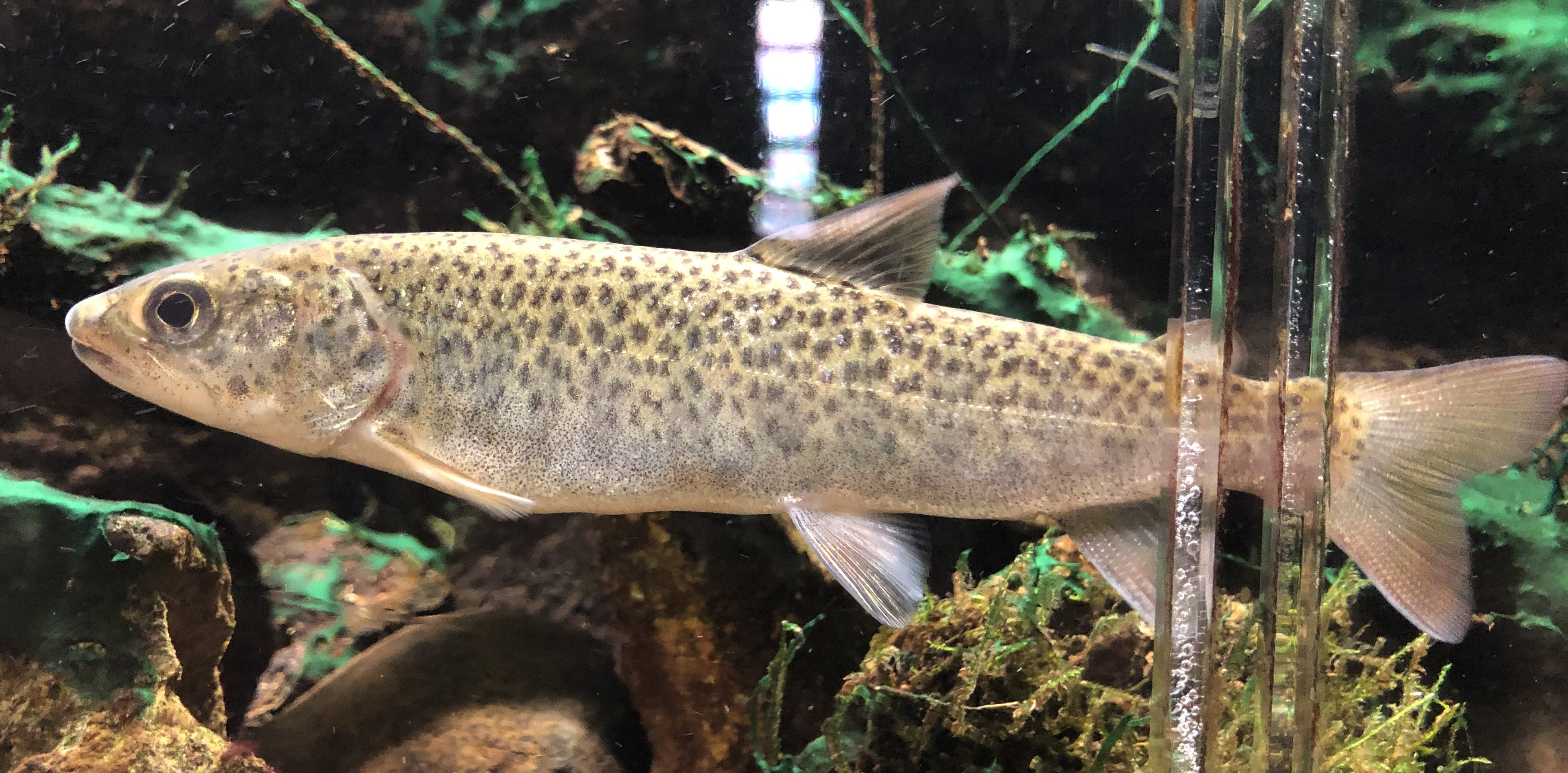
Juveniles Parahucho-perryi-Exemplar, Nachzucht in einem Aquarium in Otaru

Auf der Roten Liste der IUCN ist die Art als vom Aussterben bedroht eingestuft.
Eine der größten Bedrohungen für diese Art ist die Überfischung durch kommerzielle sowie Freizeitfischereien und die illegale Entnahme von Individuen. Obwohl die Sakhalin taimen kein Gegenstand von kommerzieller Fischerei in Russland mehr sind, sind sie weiterhin Zielfisch von erlaubter und illegaler Subsistenzfischerei, da sie aufgrund ihrer Größe und ihres Fleischgeschmacks eine beliebte Beute darstellen.
Die gemeldete Menge an Beifang bei der russischen Buckellachs-Fischerei ist in jüngeren Jahren zurückgegangen, dabei geht die IUCN davon aus, dass dieses Faktum an Mindermeldungen und an einem generellen Rückgang der Populationsgrößen liegt.
Jenseits der direkten Tötung und Entnahme von Einzelexemplaren sind Baumaßnahmen in und an Gewässern (Verkehrswege und Staudämme) sowie ökologische Veränderungen durch unter anderem Holzeinschlag an den Ufern hochgradige Gefährdungen für Parahucho perryi.
Die heutige Populationsgröße beträgt nicht mehr als 5 % der historisch gegebenen Größe.

## Art und Gattung
Traditionell wurde die Fischart als Hucho perryi bezeichnet. Molekularbiologische Untersuchungen widerlegen diese Einstufung, stattdessen wird sie nun als monotypische Art Parahucho perryi geführt.